# Alosilano
Un alosilano è un derivato del silano (SiH4) con uno o più atomi di idrogeno sostituiti con atomi di alogeni (F, Cl, Br, I).

## Struttura e proprietà
Come il loro composto di origine, gli alosilani hanno tutti una struttura tetraedrica che però non è perfetta a causa del peso molto maggiore degli atomi alogeni rispetto a quelli di idrogeno originali.